# Sabicea schumanniana
Sabicea schumanniana är en måreväxtart som beskrevs av Buttner. Sabicea schumanniana ingår i släktet Sabicea och familjen måreväxter. Inga underarter finns listade i Catalogue of Life.